# 国家地方警察愛媛県本部
国家地方警察愛媛県本部（こっかちほうけいさつえひめけんほんぶ）は、旧警察法時代に存在した愛媛県の都道府県国家地方警察で、自治体警察を設けない地域を管轄区域とする。また国家地方警察広島警察管区本部の行政管理を受ける。
1954年（昭和29年）の新警察法の公布により廃止され、新たに都道府県警察として愛媛県警察が発足した。

## 組織
1949年（昭和24年）時点
- 総務部
  - 秘書調査課、会計課
- 警務部 　 
  - 人事装備課、教養課
- 刑事部 　 
  - 捜査課、鑑識課、防犯統計課
- 警備部 　 
  - 警備課、警ら交通課、通信課

## 地区警察署
1951年（昭和26年）時点
- 宇摩地区警察署
- 新居地区警察署
- 周桑地区警察署
- 越智地区警察署
- 温泉地区警察署
- 伯方地区警察署
- 上浮穴地区警察署
- 伊予地区警察署
- 喜多地区警察署
- 内子地区警察署
- 西宇和地区警察署
- 東宇和地区警察署
- 野村地区警察署
- 北宇和地区警察署
- 南宇和地区警察署

## 県内の自治体警察
- 松山市警察
- 宇和島市警察
- 今治市警察
- 新居浜市警察
- 八幡浜市警察
- 西条市警察